# 松永宏信
松永 宏信（まつなが ひろのぶ、1987年9月30日 - ）は、日本の元プロボクサー。愛知県名古屋市出身。横浜光ボクシングジム所属。元WBOアジア太平洋スーパーウェルター級王者。第39代日本スーパーウェルター級王者。

## 人物
札幌藻岩高校では野球部に所属し、田中将大が所属していた駒大苫小牧高校と対戦した経験もある。日本体育大学でも野球部で外野手、卒業後はパン屋に就職した。
ボクシングを始めたきっかけははじめの一歩を読んだことから。
横浜光ボクシングジムに入門する前、数ヶ月輪島功一スポーツジムにいた。

## 来歴
2012年7月20日に後楽園ホールで松田拓実とウェルター級4回戦を戦い、1回1分27秒KO勝ちを収めデビュー戦を白星で飾った。
2014年東日本ウェルター級新人王として、西軍代表別府優樹と対戦して2回32秒KO負けでプロ初黒星を喫して全日本新人王獲得はならなかった。
その後4連勝して2016年10月9日に韓国でマ・ジェニとWBOアジアパシフィックスーパーウェルター級王座決定戦を行い、判定勝ちで王座獲得に成功した。
そして怪我のため、WBOアジアパシフィックスーパーウェルター級王座を返上。2018年10月12日、後楽園ホールで開催された「日本タイトル最強挑戦者決定戦」にて斉藤幸伸丸とスーパーウェルター級8回戦を戦い、4回2分54秒KO勝ちを収めて新藤寛之への挑戦権を獲得した。
2019年5月10日、後楽園ホールで日本スーパーウェルター級王者の新藤寛之と対戦し、6回終了時に新藤の棄権によるTKO勝ちで王座を獲得した。なお、松永は元号が令和に変わって初めて誕生した日本王者となった。
2019年11月2日、後楽園ホールで日本スーパーウェルター級3位の越川孝紀と対戦し、4回2分8秒TKO勝ちを収め初防衛に成功した。
2020年10月3日、後楽園ホールで日本スーパーウェルター級1位で指名挑戦者の清水優人と対戦し、7回2分40秒TKO勝ちを収め2度目の防衛に成功した。
2021年4月21日、後楽園ホールで日本スーパーウェルター級5位の中島玲と対戦し、10回3-0（96-94、97-93×2）で判定勝ちを収め、3度目の防衛に成功した。
2021年8月20日、メキシコ・プエブラでイシドロ・トアラと対戦。3日前に対戦相手が変更となったが、1回2分17秒TKO勝ちを収めた。
2021年11月26日、後楽園ホールで元日本ウェルター級王者の矢田良太と対戦し、6回2分49秒TKO勝ちを収め、日本スーパーウェルター級王座を返上した。
2022年4月30日、プエブラでエマヌエル・ナバレッテの兄ジョニー・ナバレッテと対戦し、10回0-2(94-96、95-96、95-95)の判定負けを喫した
2023年1月20日、右目網膜剥離の再発により現役引退を発表。

## 獲得タイトル
- 2014年度東日本ウェルター級新人王
- WBOアジアパシフィックスーパーウェルター級王座（防衛0=返上）
- 2018年度日本スーパーウェルター級最強挑戦者
- 第39代日本スーパーウェルター級王座（防衛3=返上）

## 戦績
- プロ - 22戦20勝2敗0分（13KO）

| 戦           | 日付           | 勝敗 | 時間    | 内容    | 対戦相手                       | 国籍     | 備考                                                |
| ------------ | -------------- | ---- | ------- | ------- | ------------------------------ | -------- | --------------------------------------------------- |
| 1            | 2012年7月20日  | ☆    | 1R 1:27 | KO      | 松田拓実（レパード玉熊）       | 日本     | プロデビュー戦                                      |
| 2            | 2012年11月3日  | ☆    | 3R 1:50 | TKO     | 竹内護（ヨネクラ）             | 日本     |                                                     |
| 3            | 2013年6月28日  | ☆    | 4R      | 判定3-0 | 川崎真琴（RK蒲田）             | 日本     | 2013年度東日本ウェルター級新人王予選                |
| 4            | 2014年6月26日  | ☆    | 1R 2:31 | KO      | 鎌田健市（角海老宝石）         | 日本     | 2014年度東日本ウェルター級新人王予選                |
| 5            | 2014年9月25日  | ☆    | 4R      | 判定2-1 | 川崎真琴（RK蒲田）             | 日本     | 2014年度東日本ウェルター級新人王予選                |
| 6            | 2014年11月2日  | ☆    | 5R      | 判定3-0 | 玉山将也（帝拳）               | 日本     | 2014年度東日本ウェルター級新人王決勝戦              |
| 7            | 2014年12月21日 | ★    | 2R 0:32 | KO      | 別府優樹（久留米櫛間）         | 日本     | 2014年度全日本ウェルター級新人王決勝戦              |
| 8            | 2015年5月7日   | ☆    | 6R      | 判定3-0 | 成田永生（八王子中屋）         | 日本     |                                                     |
| 9            | 2015年12月5日  | ☆    | 5R 0:50 | TKO     | 齋藤志朗（ワタナベ）           | 日本     |                                                     |
| 10           | 2016年3月20日  | ☆    | 8R      | 判定3-0 | 大橋功弥（京拳）               | 日本     |                                                     |
| 11           | 2016年5月19日  | ☆    | 5R 0:15 | TKO     | 佐々木左之介（ワタナベ）       | 日本     |                                                     |
| 12           | 2016年10月9日  | ☆    | 12R     | 判定2-1 | マ・ジェニ                     | 韓国     | WBOアジアパシフィックスーパーウェルター級王座決定戦 |
| 13           | 2018年1月20日  | ☆    | 3R 2:43 | TKO     | スチャット・チャイヤポーン     | タイ     |                                                     |
| 14           | 2018年6月20日  | ☆    | 4R 1:17 | TKO     | パトンサック・パトンポートン   | タイ     |                                                     |
| 15           | 2018年10月12日 | ☆    | 4R 2:54 | KO      | 斉藤幸伸丸（アベ）             | 日本     | 2018年度日本スーパーウェルター級最強挑戦者決定戦    |
| 16           | 2019年5月10日  | ☆    | 6R終了  | TKO     | 新藤寛之（宮田）               | 日本     | 日本スーパーウェルター級タイトルマッチ 日本王座獲得 |
| 17           | 2019年11月2日  | ☆    | 4R 2:08 | TKO     | 越川孝紀（セレス）             | 日本     | 日本王座防衛1                                       |
| 18           | 2020年10月3日  | ☆    | 7R 2:40 | TKO     | 清水優人（木更津グリーンベイ） | 日本     | 日本王座防衛2                                       |
| 19           | 2021年4月21日  | ☆    | 10R     | 判定3-0 | 中島玲（寝屋川石田）           | 日本     | 日本王座防衛3                                       |
| 20           | 2021年8月20日  | ☆    | 1R 2:17 | TKO     | イシドロ・トアラ               | メキシコ |                                                     |
| 21           | 2021年11月26日 | ☆    | 6R 2:49 | TKO     | 矢田良太（グリーンツダ）       | 日本     |                                                     |
| 22           | 2022年4月30日  | ★    | 10R     | 判定0-2 | ジョニー・ナバレッテ           | メキシコ |                                                     |
| テンプレート |                |      |         |         |                                |          |                                                     |